# Jean-Adrien Helvétius
Pour les articles homonymes, voir Helvétius.
Jean Adrien Engelhardt Helvetius est un médecin hollandais, baptisé à La Haye le 14 février 1662 et mort à Paris le 20 février 1727, fils de Johann Friedrich Schweitzer puis Helvetius et de Johanna née Pelises. Il est le père de Jean-Claude-Adrien Helvétius.

## Biographie
À l'âge de vingt ans, il partit pour Paris et y obtint des lettres de naturalité en 1684. Il y pratiqua la médecine et fut amené par le hasard à constater la vertu spécifique de l'ipécacuana contre la dysenterie. Les nombreuses cures qu'il opéra en traitant cette maladie le firent bientôt avantageusement connaître du public. Le dauphin, fils de Louis XIV, ayant été attaqué de la dysenterie, on fit venir auprès de lui Helvétius, qui employa avec un succès complet sa fameuse poudre, et, peu après, le roi lui donna une somme de mille louis d'or pour qu'il rendit public un spécifique dont on ne connaissait pas encore la nature. 
La réputation d'Helvétius fut alors à son comble, et il devint successivement conseiller du roi, médecin inspecteur général des hôpitaux de la Flandre française, et enfin médecin du duc d'Orléans, régent du royaume. Un certain Granier, qu'Helvétius avait chargé de lui acheter tout l'ipécacuana qu'il trouverait en France, essaya de s'attribuer la découverte du remède auquel le médecin hollandais devait sa réputation mais celui-ci le fit condamner à la fois par le Châtelet et par le parlement de Paris. 

## Œuvres
Helvétius a publié entre autres ouvrages :
- Remèdes contre les cours de ventre (Paris, 1688);
- Méthode pour guérir toutes sortes de fièvres sans rien prendre par la bouche (Paris, 1694), où il préconise le quinquina pris en lavement;
- Traité des pertes de sang, avec leur remède spécifique (Paris, 1697);
- Traité des maladies les plus fréquentes et des remèdes spécifiques pour les guérir (Paris, 1703)
- Recueil des méthodes approuvées des écoles de médecine pour la guérison des plus dangereuses maladies.

## Source
- Grand dictionnaire universel du XIXe siècle.